# Iizuna
Iizuna (japanska: 飯綱町?, Iizuna-machi) är en landskommun (köping) i Nagano prefektur i Japan.  
Kommunen bildades 2005 genom en sammanslagning av kommunerna  Samizu och Mure. 